# Salpetersjudaretorp
Salpetersjudaretorp är en by i Älgarås socken i Töreboda kommun, Västra Götalands län.
Namnet innebär att på platsen funnits ett torp avsett för en salpetersjudare.